# What the Hell Have I
What the Hell Have I – singel amerykańskiego zespołu muzycznego Alice in Chains, opublikowany 7 czerwca 1993 nakładem wytwórni Atco i Columbia na potrzeby ścieżki dźwiękowej do filmu fantasy z elementami kina akcji i komedii Bohater ostatniej akcji z Arnoldem Schwarzeneggerem w roli głównej. Autorem tekstu i kompozytorem jest Jerry Cantrell. Czas trwania utworu wynosi 3 minuty i 58 sekund. Singel ukazał się w dwóch formatach: na płycie CD i na 12”-calowym winylu. Na wspomnianym soundtracku zamieszczono też drugą premierową kompozycję Alice in Chains – „A Little Bitter”. Tekst do niej napisał Layne Staley, a muzykę skomponowali Cantrell, Mike Inez oraz Sean Kinney. Jej czas trwania wynosi 3 minuty i 52 sekundy. Są to dwa utwory nagrane przez zespół z nowym basistą Mikiem Inezem, który zastąpił zwolnionego w styczniu 1993 Mike’a Starra.
Singel odniósł umiarkowany sukces komercyjny, docierając do 19. miejsca na liście Album Rock Tracks, publikowanej przez „Billboard”. W późniejszym czasie „What the Hell Have I” trafił na kompilację Nothing Safe: Best of the Box (1999). Z kolei jego zremiksowana wersja została zamieszczona na retrospekcyjnym box secie Music Bank (1999) i składance The Essential Alice in Chains (2006).

## Historia nagrywania

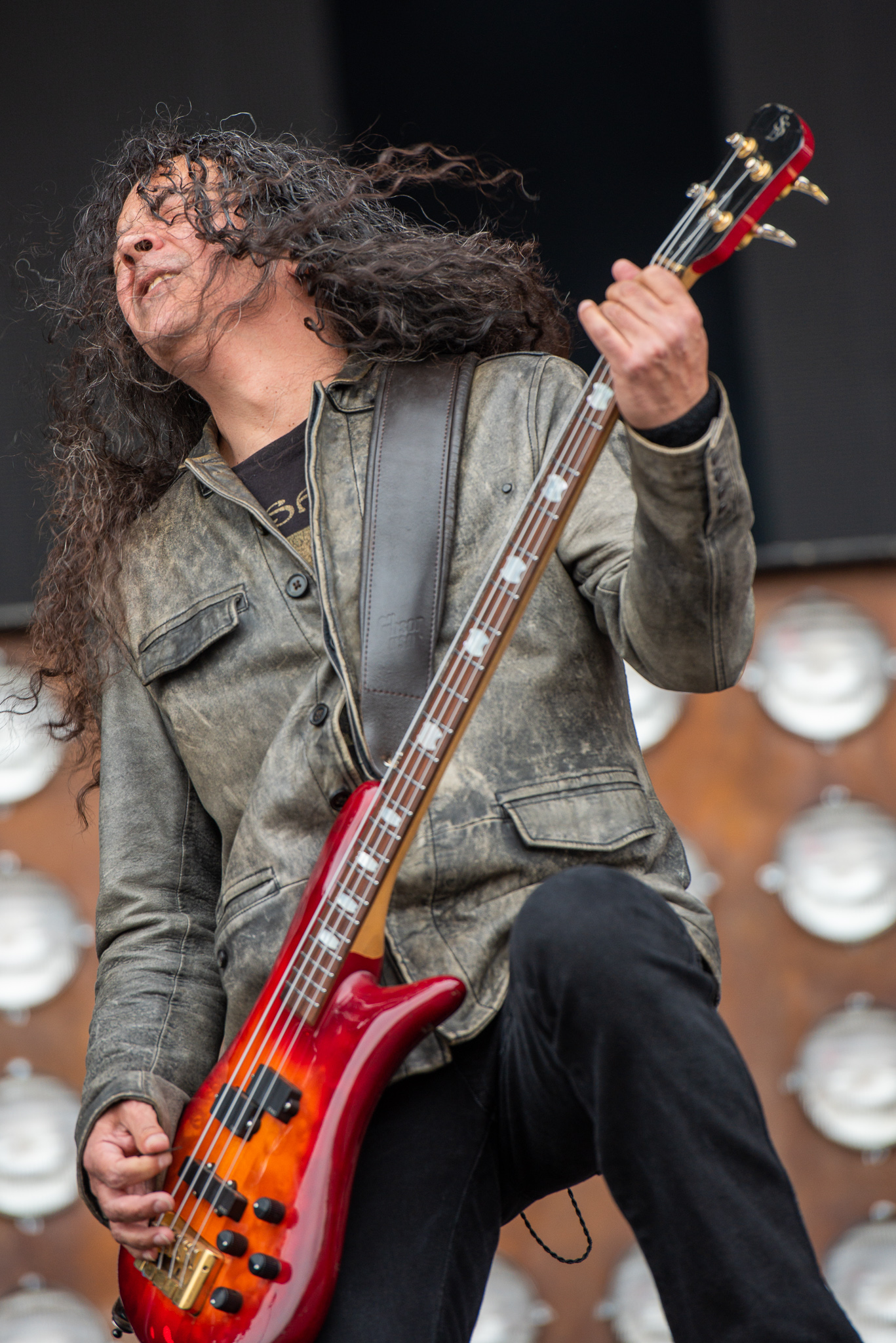
„What the Hell Have I” i „A Little Bitter” były pierwszymi utworami, nagranymi przez zespół z Mikiem Inezem (na zdj. w 2019)

W 1993, w trakcie trasy promującej drugi album studyjny Dirt (1992), muzycy otrzymali propozycję udziału we współtworzeniu ścieżki dźwiękowej do filmu fantasy z elementami kina akcji i komedii Bohater ostatniej akcji (1993, reż. John McTiernan) z Arnoldem Schwarzeneggerem w roli głównej. Sesja odbyła się w kwietniu 1993 w Bad Animals Studio w Seattle w stanie Waszyngton. Współpracujący ze studiem właściciel Avast! Recording Company, Stuart Hallerman – odbywszy z zespołem kilka sesji demo – stwierdził, że Layne Staley w trakcie nagrań borykał się z uzależnieniem od narkotyków i dużym bólem spowodowanym „problemem z ramionami”. „Natychmiast pojawił się w studiu, ale zamknął się w łazience na prawie cały dzień. Kiedy wyszedł, zaśpiewał wers i refren” – wspominał.
Funkcję inżyniera dźwięku podczas sesji pełnił Toby Wright, który ofertę współpracy z Alice in Chains otrzymał od A&R zespołu, Nicka Terzo. Muzycy nagrali dwie nowe kompozycje – „What the Hell Have I” i „A Little Bitter”, choć zdaniem Mike’a Ineza przygotowali ich łącznie pięć w ciągu jednego weekendu, po czym odesłali je wytwórni, która na soundtrack wybrała dwie. Alice in Chains byli jedynym wykonawcą spośród pozostałego grona artystów, który na wspomnianej ścieżce dźwiękowej zamieścił dwie piosenki. Po sesji w biuletynie fanklubu zespołu poinformowano, że Inez został oficjalnie przyjęty na stanowisko basisty.
W wywiadzie dla magazynu branżowego „Guitar School” Jerry Cantrell przyznawał:

Nie napisaliśmy tych numerów specjalnie na potrzeby filmu. Pracowaliśmy nad «What the Hell Have I» i «A Little Bitter», gdy zaproponowano nam udział przy współtworzeniu ścieżki dźwiękowej, i uznaliśmy, że będą one idealne. Jesteśmy bardzo zadowoleni z obydwu piosenek, zwłaszcza, że były to pierwsze nagrania, które zarejestrowaliśmy wspólnie z naszym nowym basistą Mikiem Inezem. To było wspaniałe uczucie móc wiedzieć, że możemy coś stworzyć razem.

W książeczce dołączonej do kompilacyjnego box setu Music Bank (1999) Cantrell wspominał, że utwory „What the Hell Have I” oraz „A Little Bitter” zostały zmiksowane przez Andy’ego Wallace’a, ponieważ Toby Wright miał kilka innych projektów w owym czasie, i nie mógł zająć się pracą nad nimi. Jednocześnie wyrażał zadowolenie, że zostały one ponownie zremiksowane przez Wrighta w 1999: „Byłem szczęśliwy widząc, że Toby zakończył swoją pracę z remiksami. To nie jest tak, że nie szanujemy Andy’ego. Po prostu jego nie było, kiedy to wszystko było tworzone. Toby jest jak brat, wie o nas wszystko, zna całe nasze gówno, osobowości i tylko jemu ufamy”.
Inną wersję przedstawiał Wright, który wspominał, że pierwotnie to on miał wykonać miks, lecz Terzo zapomniał go uprzedzić, iż wytwórnia Columbia do tego procesu ściągnęła z New Jersey Wallace’a. W zamian za niepotrzebne przybycie do studia otrzymał zapłatę i spędził z zespołem wolny czas.

## Analiza

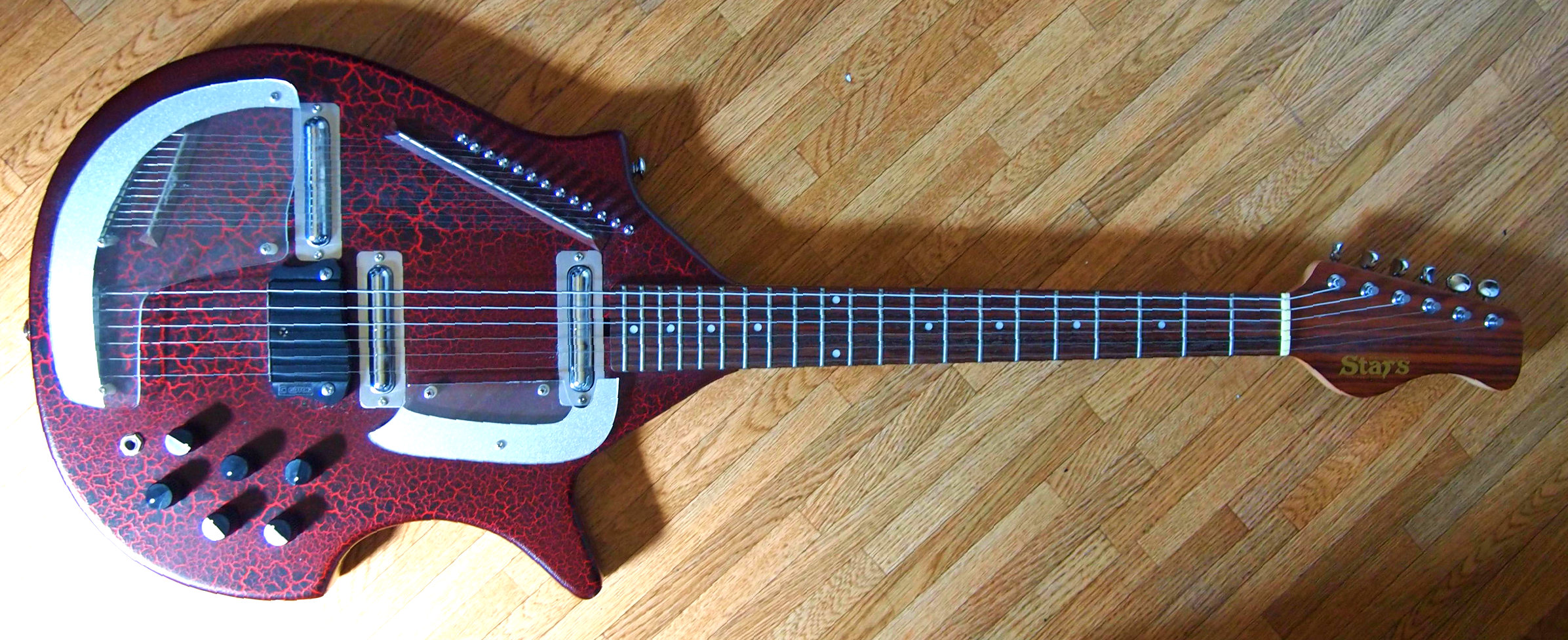
Cantrell wykorzystał w utworze sitar elektryczny (na zdj. przykładowy model)

Interpretując warstwę liryczną „What the Hell Have I”, autor Cantrell wspominał, że „to generalnie numer o nas, o tym jak radzimy sobie z tym całym zamieszaniem wokół nas w tym czasie. To taki numer ode mnie dla Layne’a”. W ocenie Sama Lawa z magazynu „Kerrang!” tekst „żywo maluje narkotyczne doświadczenie w nie do końca negatywnym świetle”.
Utwór został skomponowany przez Cantrella, który zastosował standardowe, otwarte strojenie E, obniżone o pół tonu w dół według Eb-Ab-Db-Gb-Bb-Eb. „Próbowaliśmy kilku różnych instrumentów, chciałem zagrać na sitarze, ale nie wiedziałem za bardzo jak to zrobić, skończyło się więc na połączeniu gitary z sitarem” – argumentował. Utwór rozpoczyna się od psychodelicznego riffu, połączonego ze zniekształconym brzmieniem elektrycznego sitaru, przypominającego model Jerry Jones. Cantrell wykorzystał w nim dominującą skalę frygijską (A-Bb-C#-D-E-F-G) – nawiązując do brzmienia muzyki środkowego wschodu, definiowaną przede wszystkim przez półtony pomiędzy A i Bb, E i F oraz C# i D. Refreny charakteryzują się sprężeniem zwrotnym (ang. feedback). Ned Raggett z AllMusic pochlebnie wyrażał się o grze sekcji rytmicznej i harmonii wokalnej Staleya i Cantrella, opisując ją jako „senno-odurzającą”.

## Teledysk
Teledysk w reżyserii Rocky’ego Schencka, odpowiedzialnego wcześniej za realizację wideoklipów do „We Die Young” (1990) i „Them Bones” (1992) – został nagrany 13 czerwca 1993 w Seattle. Zdjęcia realizowano w jednym z miejscowych magazynów. Według reżysera zarówno Staley, jak i Cantrell szczególnie lubili tworzenie sekwencji, w których ich twarze były projektowane na żywo i odbijały się na ich twarzach oraz twarzach innych osób. Cantrell był odpowiedzialny także za stanowiące część scenografii maski dużego formatu, otaczające zespół w trakcie wykonywania utworu. Teledysk dostępny jest na albumie kompilacyjnym Music Bank: The Videos (1999).

## Wydanie

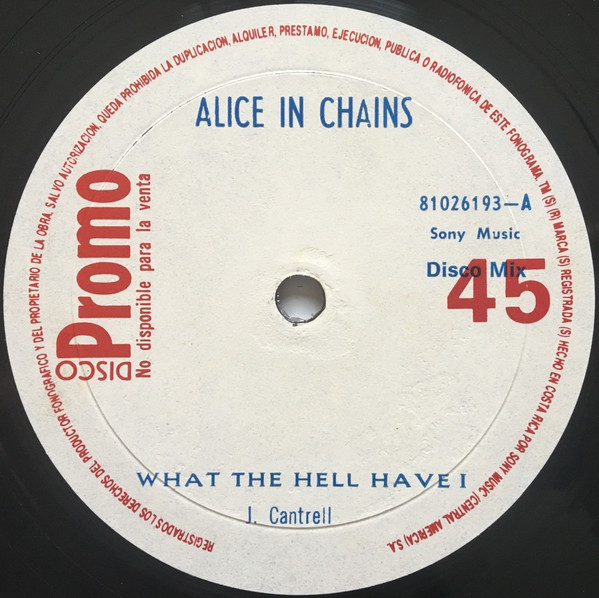
12”-calowa winylowa wersja singla

„What the Hell Have I” został opublikowany 7 czerwca 1993 nakładem wytwórni Atco i Columbia, jako trzeci singel, po wydanym 24 maja „Big Gun” AC/DC oraz 31 maja „Real World” Queensrÿche, promujący ścieżkę dźwiękową do filmu Bohater ostatniej akcji (1993). Singel ukazał się na nośniku CD (nr kat. CSK 5233) i na 12-calowym winylu (nr kat. 81026193), wydanym przez Sony. Utwór Alice in Chains zamieszczono na soundtracku obok takich wykonawców, jak m.in. AC/DC, Aerosmith, Def Leppard i Megadeth. 11 października kompozycja weszła w skład rozszerzonej edycji singla w formacie CD „Down in a Hole” (nr kat. 659751 2), opublikowanej w Wielkiej Brytanii.
W późniejszym czasie „What the Hell Have I” trafił na trzy kompilacje Alice in Chains – Nothing Safe: Best of the Box (1999), Music Bank (1999) i The Essential Alice in Chains (2006), z czego na dwóch ostatnich zamieszczono jego zremiksowaną wersję. Ponownego procesu miksowania dokonał Wright.
22 kwietnia 2017 utwór opublikowano w zremasterowanej wersji na specjalnym podwójnym 7”-calowym winylu „Get Born Again”/„What the Hell Have I”, wydanym z okazji Record Store Day, będącego częścią czarnego piątku. Na stronie B zamieszczone zostały utwory „A Little Bitter” – również nagrany podczas wiosennej sesji i wykorzystany na ścieżce dźwiękowej – „Get Born Again” i „Died”. Materiał poddano ponownemu masteringowi, który wykonał Brian Gardner.

## Odbiór

### Krytyczny

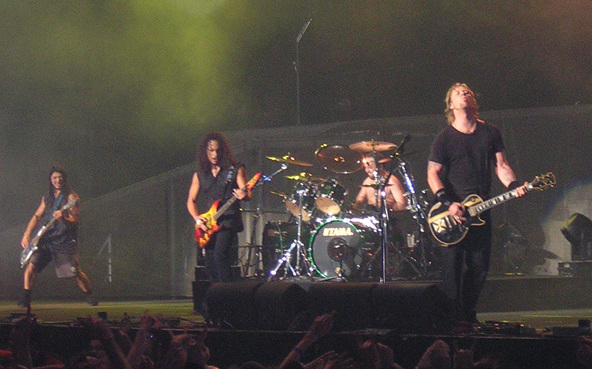
Brzmienie elektrycznego sitaru porównywano do „Wherever I May Roam” (1992) zespołu Metallica

Jason Birchmeier z AllMusic wyrażał pochlebną recenzję, argumentując, że utwór prezentuje równie dobry i wysoki poziom jak pozostałe kompozycje z wcześniejszego albumu Dirt (1992). Ned Raggett z tego samego serwisu napisał, że „«What the Hell Have I» nie jest zły, ale w gruncie rzeczy nie zaskakuje i nie ma niczego ciekawego do zaoferowania”. Z kolei brzmienie elektrycznego sitaru przyrównywał do tego z kompozycji „Wherever I May Roam” Metalliki. Jon Hadusek z Consequence of Sound dostrzegał w głównym riffie nawiązania do muzyki wschodu. Według niego „sugestywny riff otwierający Cantrella tworzy dyskretny podkład, który wybucha jednym z najbardziej chwytliwych sierpowych Staleya, pozornie znikąd”. Sam Law z magazynu „Kerrang!” zwracał uwagę na bardziej psychodeliczną odmianę brzmienia utworu, nawiązującą do rozwiązań panujących na Dirt. Autor wyróżniał także główny riff Cantrella, powstały przy użyciu elektrycznego sitaru, określając go mianem „oszałamiającego”. Jako podsumowanie przyznał, że „What the Hell Have I” „pozostaje lśniącą atrakcją w ich mrocznym katalogu”. Z kolei Maciej Wesołowski z „Tylko Rocka” zwracał uwagę na „orientalizujący motyw”, który – według niego – tworzy charakterystyczną atmosferę.

### Komercyjny
3 lipca 1993 singel Alice in Chains zadebiutował na 31. lokacie listy Album Rock Tracks, opracowywanej przez magazyn branżowy „Billboard”. Po dziewięciu tygodniach obecności w zestawieniu, 28 sierpnia uplasował się on na 19. miejscu, pozostając na nim przez tydzień. Łącznie był notowany na liście Album Rock Tracks przez dwanaście tygodni.

## Utwór na koncertach
Premiera koncertowa „What the Hell Have I” miała miejsce późnym latem 1993 w ramach trasy promującej album studyjny Dirt (1992). Utwór był prezentowany na żywo podczas wspomnianego tournée na występach zespołu w Europie, Azji oraz Australii. Od momentu reaktywacji Alice in Chains w 2005, został wykonany trzykrotnie. Dwa razy grupa zagrała go w ramach Finish What we Started Tour – 21 października 2006 w Millennium Center w Winston-Salem w stanie Karolina Północna oraz 31 października w Lupo’s Heartbreak Hotel w Providence w stanie Rhode Island. Trzecie wykonanie miało miejsce 14 listopada 2009 w Manchester Academy w Manchesterze w ramach Black Gives Way to Blue Tour.

## Lista utworów na singlu
singel CD (CSK 5233):
| Nr | Tytuł utworu           | Autorzy        | Długość |
| -- | ---------------------- | -------------- | ------- |
| 1. | „What the Hell Have I” | Jerry Cantrell | 3:58    |

winyl 12” (81026193):
| Nr | Tytuł utworu           | Autorzy  | Długość |
| -- | ---------------------- | -------- | ------- |
| 1. | „What the Hell Have I” | Cantrell | 3:58    |

winyl 2×7” (889854051471):
| Nr | Tytuł utworu                    | Autorzy                                           | Długość |
| -- | ------------------------------- | ------------------------------------------------- | ------- |
| 1. | „What the Hell Have I” (remiks) | Cantrell                                          | 3:58    |
| 2. | „A Little Bitter” (remiks)      | Layne Staley • Cantrell • Mike Inez • Sean Kinney | 3:52    |
| 3. | „Get Born Again”                | Staley • Cantrell                                 | 5:26    |
| 4. | „Died”                          | Staley • Cantrell                                 | 6:06    |
|    |                                 |                                                   | 19:22   |

## Personel
Opracowano na podstawie materiału źródłowego:
| Alice in Chains - Layne Staley – śpiew - Jerry Cantrell – śpiew, gitara rytmiczna, gitara prowadząca, sitar elektryczny, wokal wspierający - Mike Inez – gitara basowa - Sean Kinney – perkusja | Produkcja - Producent muzyczny: Alice in Chains - Inżynier dźwięku: Toby Wright - Miksowanie: Andy Wallace (1993), Toby Wright (1999) - Mastering: Eddy Schreyer (1993), Brian Gardner (2017) |

## Notowania
| Lista (1993)                          | Pozycja |
| ------------------------------------- | ------- |
| Album Rock Tracks (Stany Zjednoczone) | 19      |

## Interpretacje
- Kim Thayil i Shaina Shepherd, przy udziale innych muzyków, wykonali cover „What the Hell Have I” podczas internetowej ceremonii uhonorowania Alice in Chains przez Museum of Pop Culture (MoPOP) nagrodą Founders Award 1 grudnia 2020[47].